# 那拉曲坦
那拉曲坦（INN：Naratriptan）用于治疗偏頭痛的口服药物。但它不能預防偏頭痛。
常见副作用包括麻木、恶心、嗜睡和疲倦。其他副作用包括可能冠狀動脈痙攣、中风、高血壓、血清素综合症、严重过敏反应和藥物過度使用頭痛。孕期使用的安全性不明。它是一种曲坦類藥物屬於选择性5-羥色胺受體1的激动剂。
那拉曲坦于1987年获得专利，并于1997年获准用于医疗。已是通用名药物。